# 朝阳公园站
朝阳公园站是北京地铁3号线和14号线的一座换乘站，位于北京市朝阳区麦子店街道与六里屯街道交界甜水园街、朝阳公园南路交叉口。本站所属的14号线东段2014年12月28日通车投入运营，但朝阳公园站由于施工进度原因，无法同期投入使用，列车不停靠通过，最终于2016年12月31日投入使用。3号线车站则于2024年12月15日投入使用。

## 位置
朝阳公园站位于朝阳公园南门，即朝阳公园南路（东西向）和甜水园街（向南）交汇的丁字路口地下。3号线车站东西向布置于路口东侧，14号线车站南北向跨路口布置。

## 结构

### 车站楼层
朝阳公园站两线均为地下车站。14号线车站为地下二层车站，岛式站台设计，两端采用明挖法施工，中间采用盖挖法施工。标准段底板埋深18米，中心处覆土厚4米。14号线车站下方同步预留3号线车站节点。
| 地面 |                    | A-G出入口                      |  |  |
| B1层 | 14号线站厅         | 安全检查、自动售票机、客服中心 |  |  |
|      | 缓冲平台           | 3号线E、F口缓冲平台            |  |  |
| B2层 | 3号线站厅          | 安全检查、自动售票机、客服中心 |  |  |
|      |                    | █ 14号线 往张郭庄（金台路）    |  |  |
|      | 岛式站台，左侧开门 |                                |  |  |
|      |                    | █ 14号线 往善各庄（枣营）      |  |  |
| B3层 |                    | █ 3号线 往东四十条（团结湖）   |  |  |
|      | 岛式站台，左侧开门 |                                |  |  |
|      |                    | █ 3号线 往东坝北（石佛营）     |  |  |

### 站厅
14号线朝阳公园站在甜水园街丁字路口南北两侧各设一个站厅，其中南站厅设有通往站台的升降电梯。3号线站厅整体位于甜水园街北口东侧，沿朝阳公园南路呈东西走向。

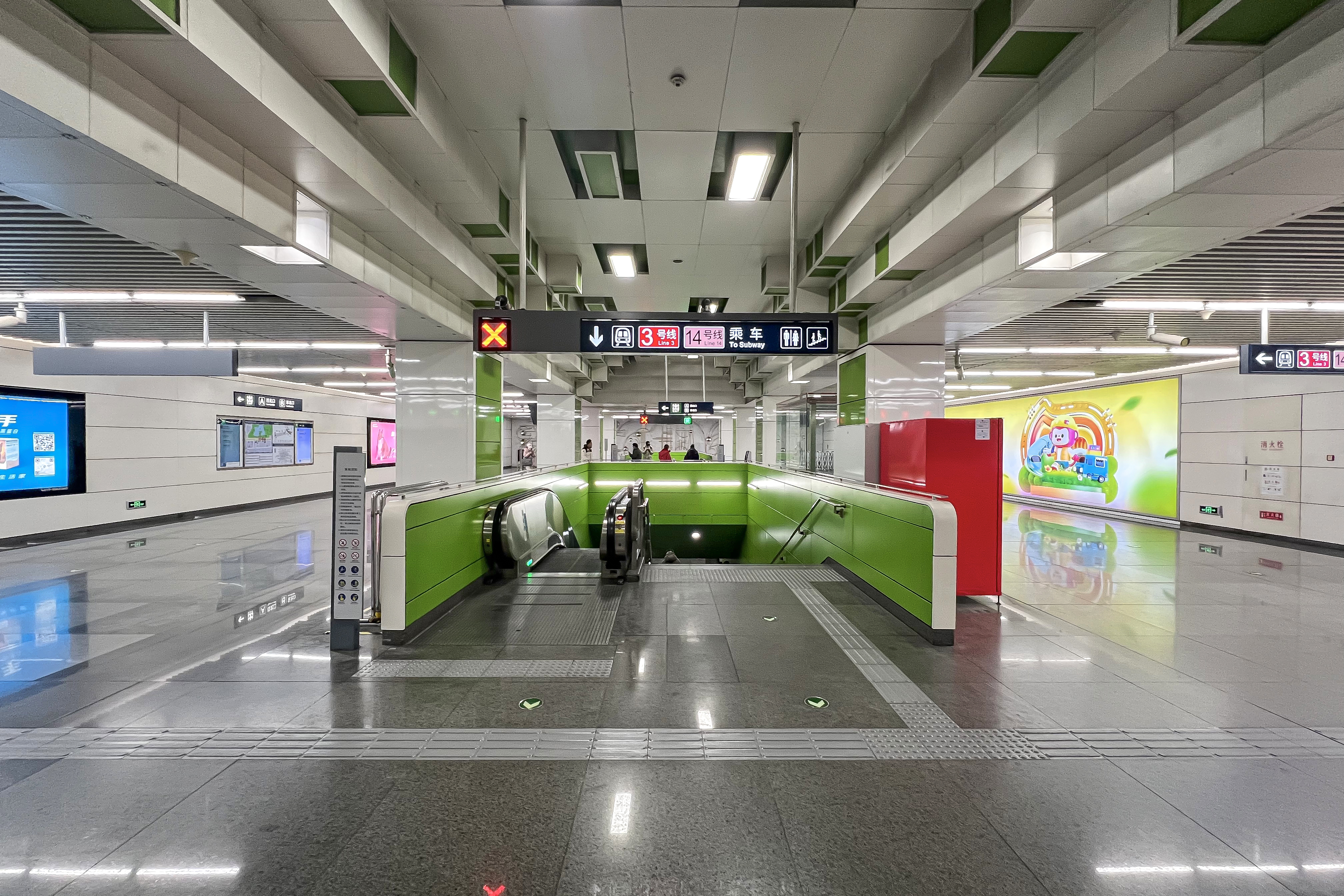
朝阳公园站14号线北站厅（2024年12月摄）
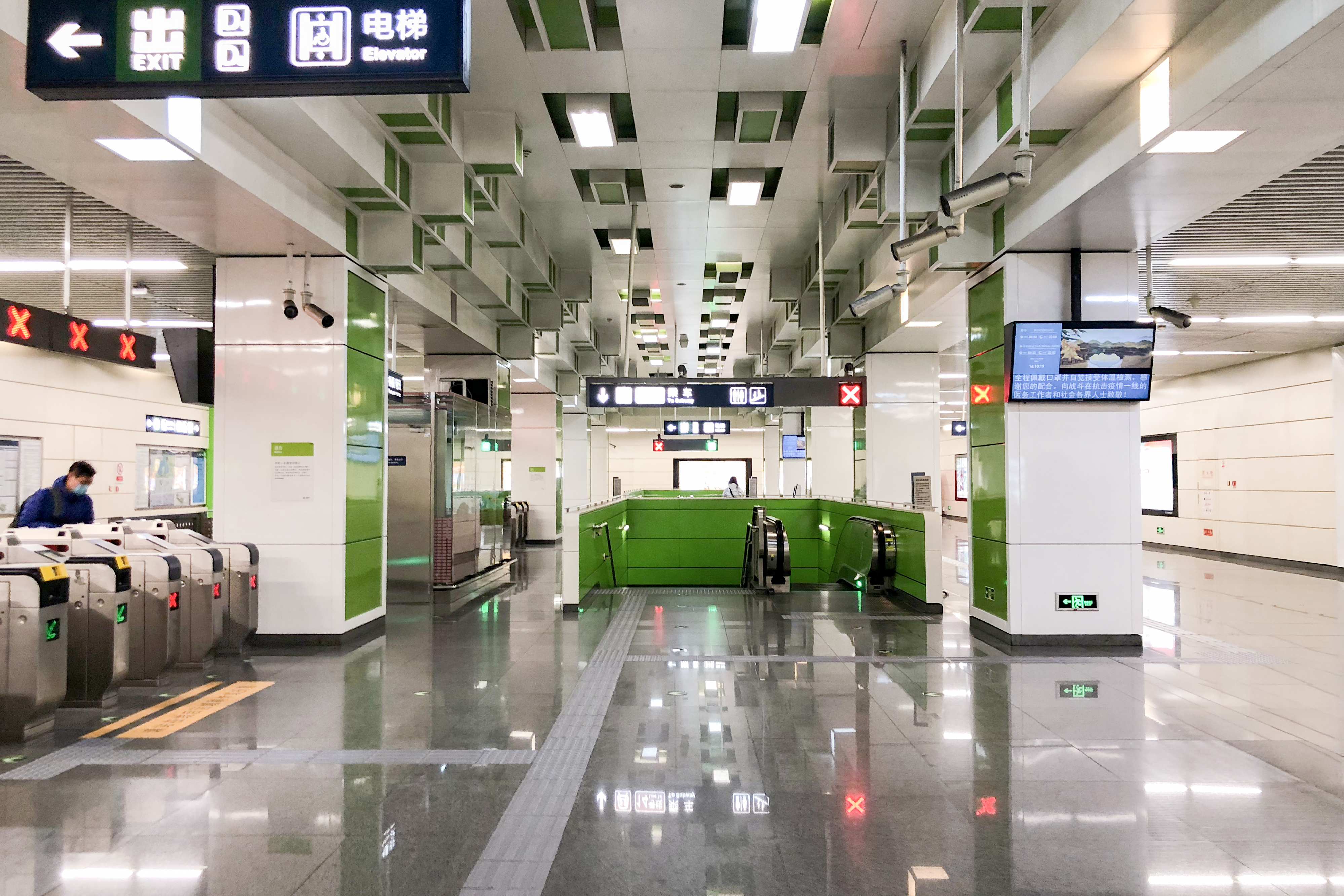
朝阳公园站14号线南站厅（2020年12月摄）
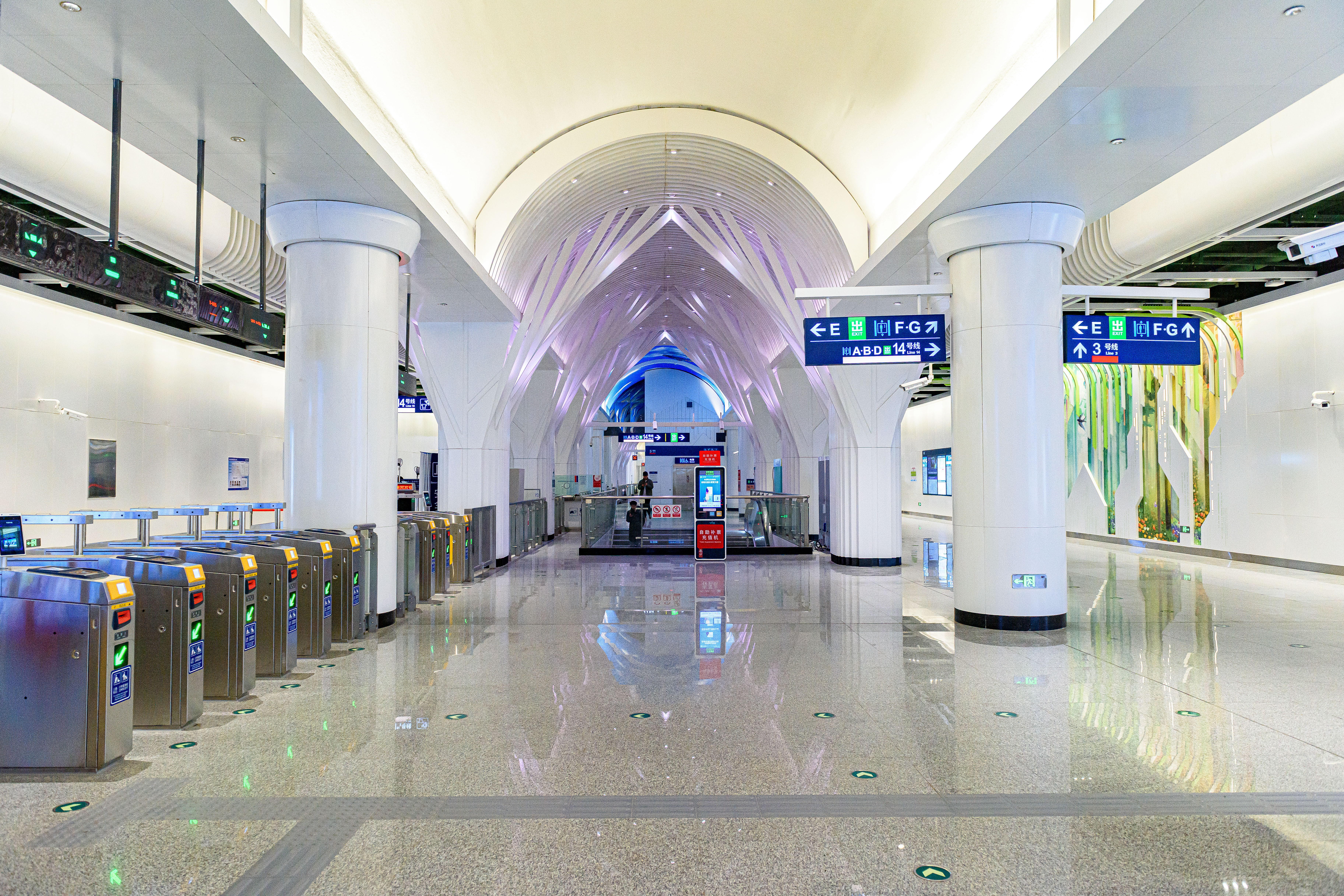
朝阳公园站3号线站厅（2024年12月摄）

### 站台
14号线朝阳公园站设有1个岛式站台，位于甜水园街地底，站台中部预留有换乘通道口。本站东北象限设一条联络线，供3号线与14号线之间联络线。

### 换乘流线
3号线站厅西端设有换乘14号线的通道口，上行至14号线车站东侧分出两条通道，分别通往14号线北站厅和南站厅。14号线换乘3号线则通过14号线站台中部的节点下行，向东进入3号线站台，实现换乘。

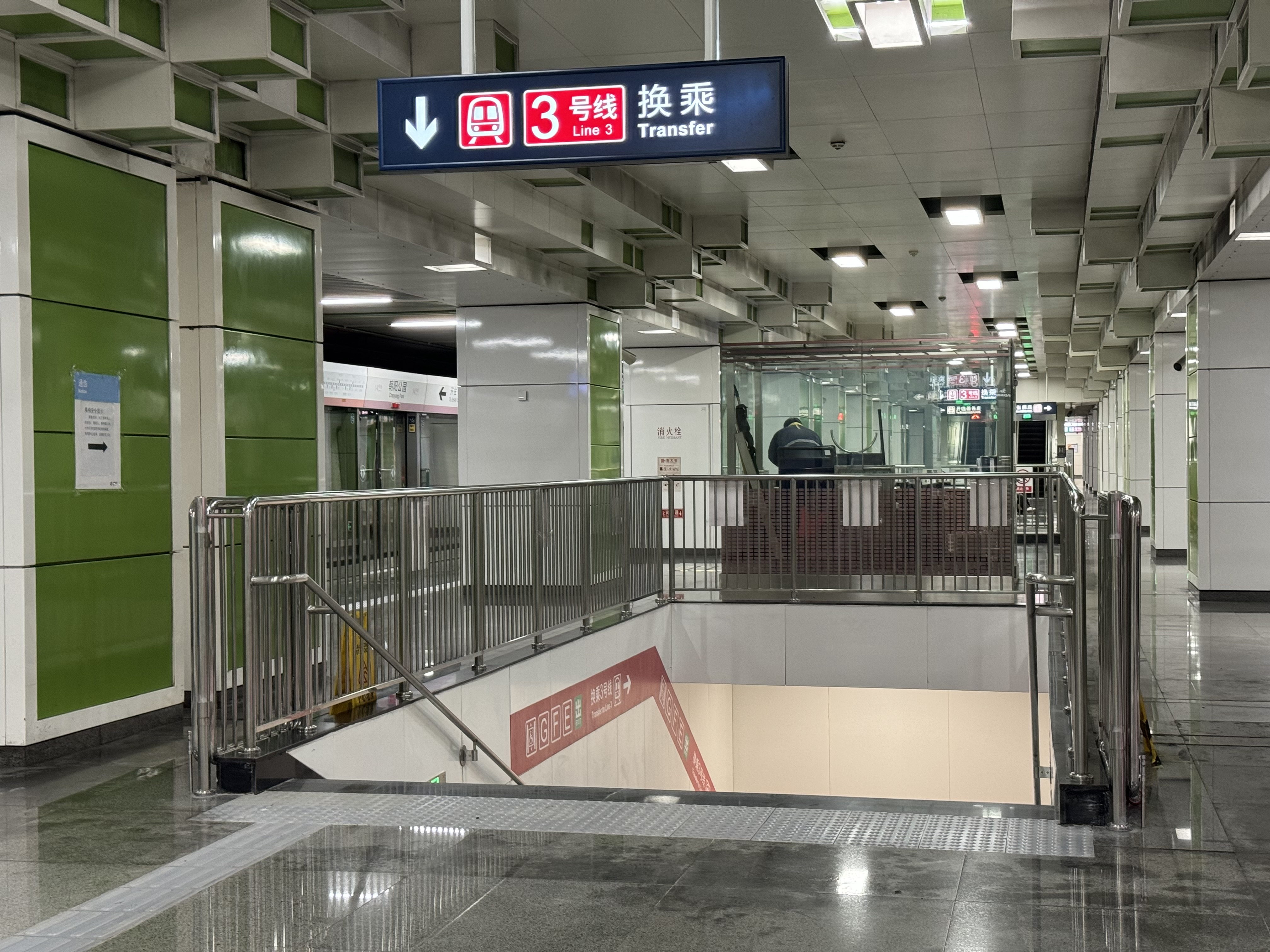
14号线站台中部前往3号线的换乘节点
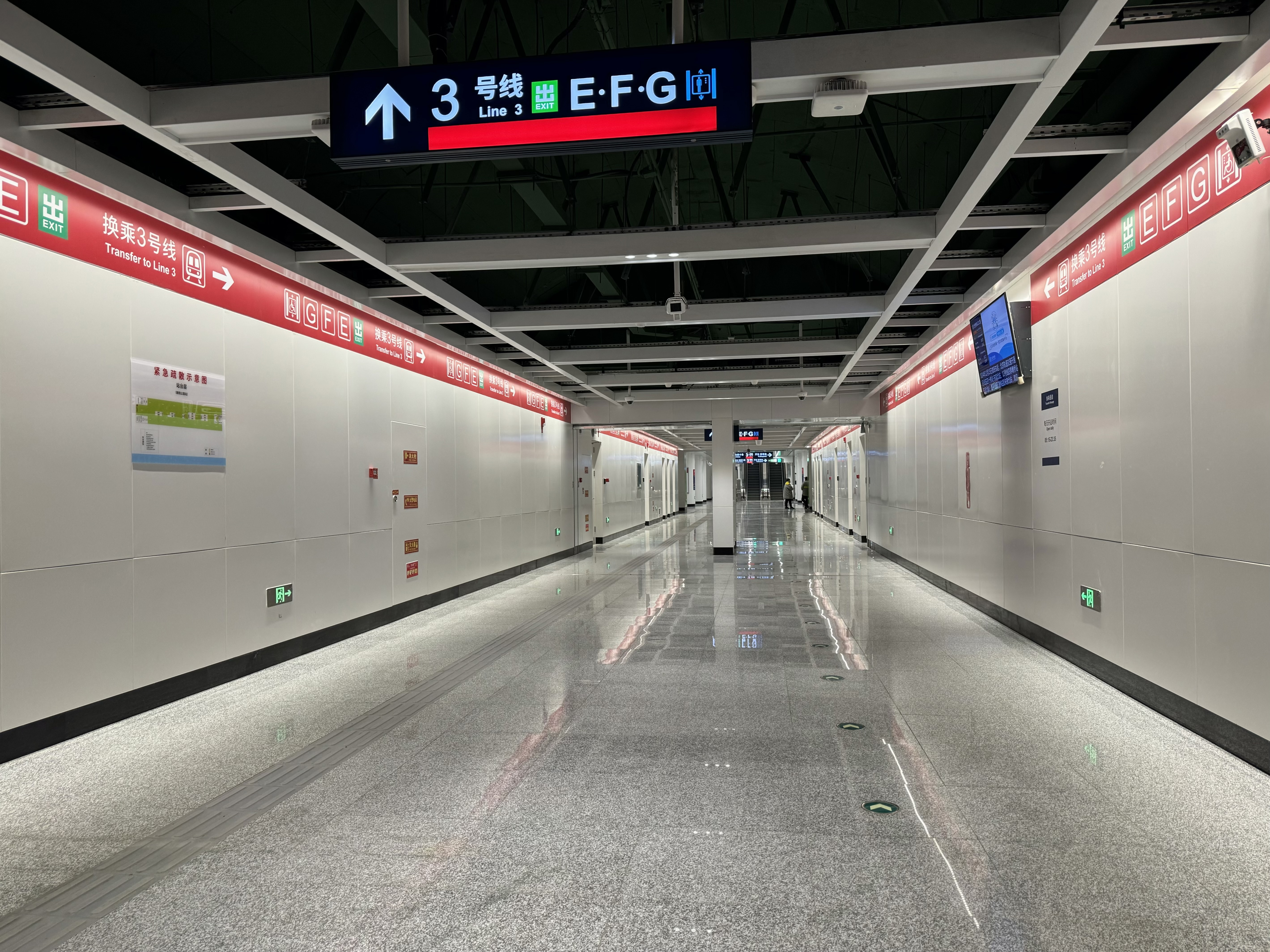
14号线前往3号线的换乘通道（2024年12月摄）
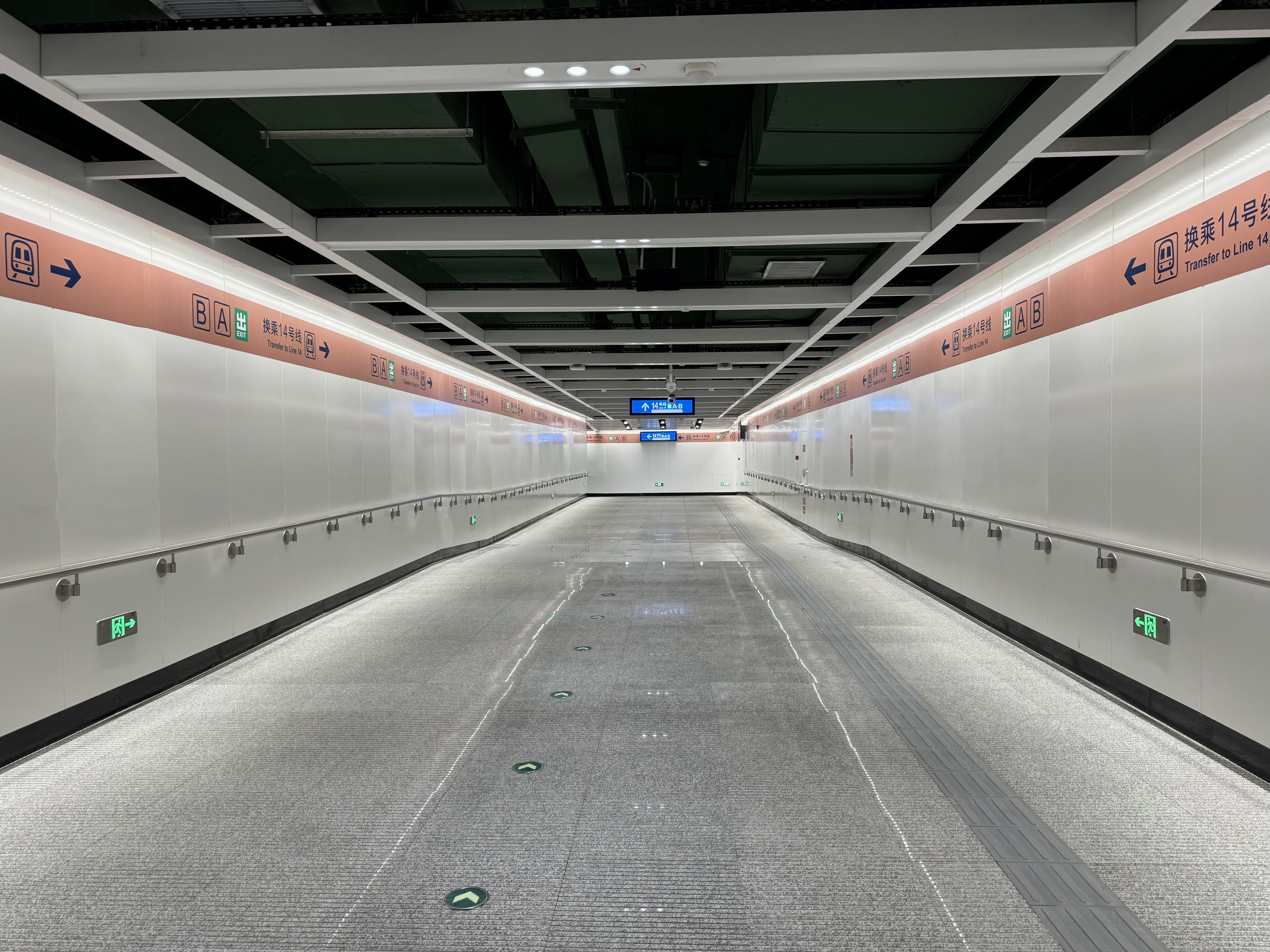
3号线前往14号线的换乘通道（2024年12月摄）

## 出入口
|                           |              |                        |      |            |
|                           |              |                        |      |            |
| 编号                      | 指示         | 建议前往的目的地       | 照片 | 无障碍设施 |
| 连通 14号线站厅           |              |                        |      |            |
| 出口 · A                  |              | 朝阳公园，朝阳公园南路 |      | 不適用     |
| 出口 · B                  |              | 朝阳公园，朝阳公园南路 |      | 不適用     |
| 出口 · D · 1              | 甜水园街     | 中央公园广场           |      | 不適用     |
| 出口 · D · 2 · 升降机标志 | 朝阳公园南路 |                        |      |            |
| 连通 3号线站厅            |              |                        |      |            |
| 出口 · E                  | 朝阳公园南路 |                        |      | 不適用     |
| 出口 · F · 升降机标志     | 朝阳公园南路 | 朝阳公园               |      |            |
| 出口 · G · 1              | 朝阳公园南路 | 棕榈泉生活广场         |      | 不適用     |
| 出口 · G · 2 · 升降机标志 | 朝阳公园南路 | 棕榈泉国际公寓         |      |            |
| 註： 設有                 |              |                        |      |            |

## 历史
2007年获批的《北京市城市快速轨道交通近期建设规划》中，14号线初步规划途经朝阳公园。2009年6月，地铁14号线规划方案获批，西大望路至朝阳公园段也被包括在内。
14号线开工后，本站被划为工程第18标段。因甜水园街和朝阳公园南路均为交通要道，且地下管线复杂，本站在建设中采用了纵向倒边盖挖逆作法施工方案。
2014年，因工程进度落后，朝阳公园站未能随14号线东北段一同开通。最终本站14号线部分于2016年12月31日开通。
2024年8月25日，为建设3号线换乘通道，14号线站台中部换乘节点被围蔽，同年12月10日撤除围挡。

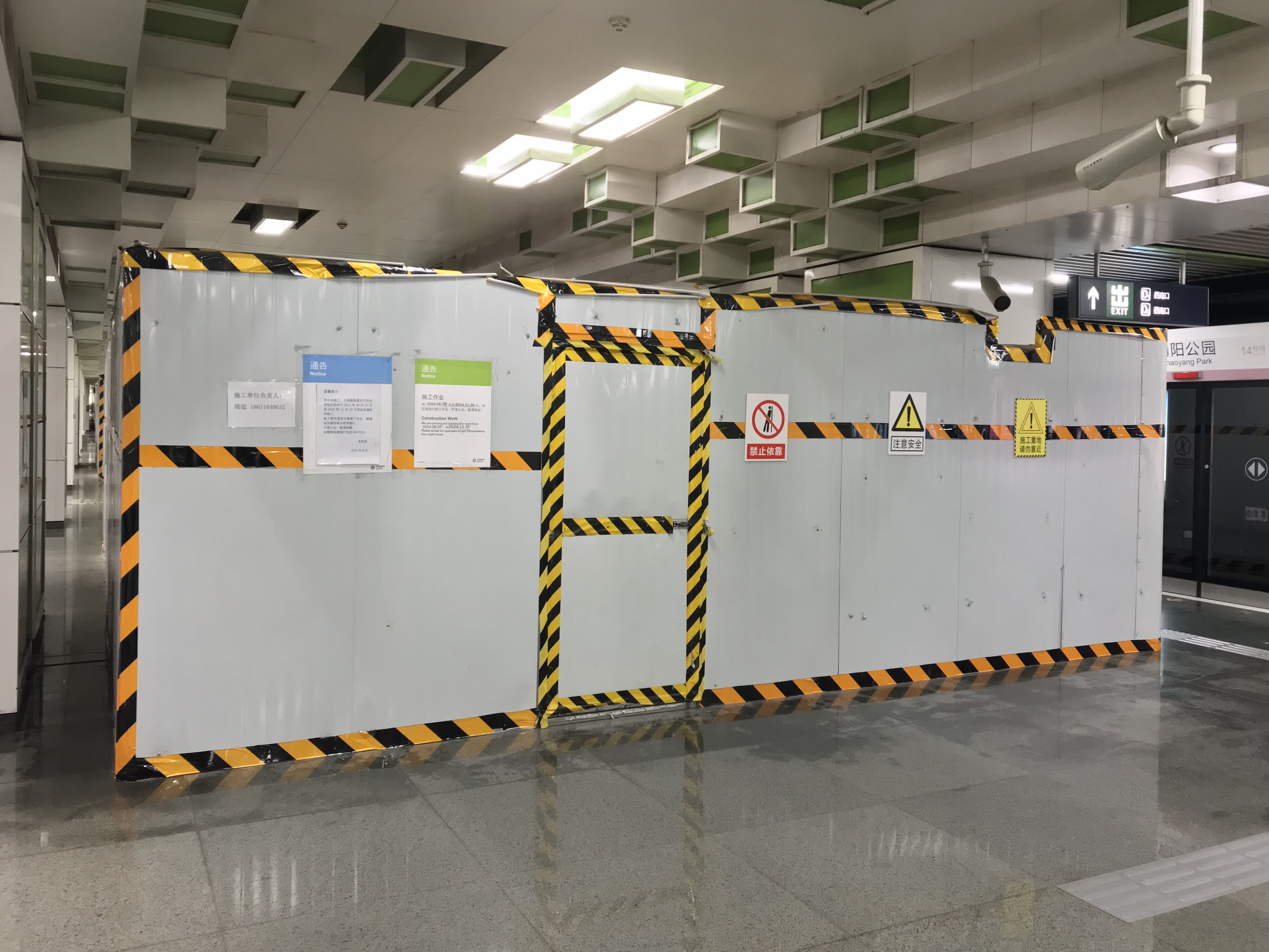
14号线站台中部正在施工中的换乘节点（2024年11月摄）
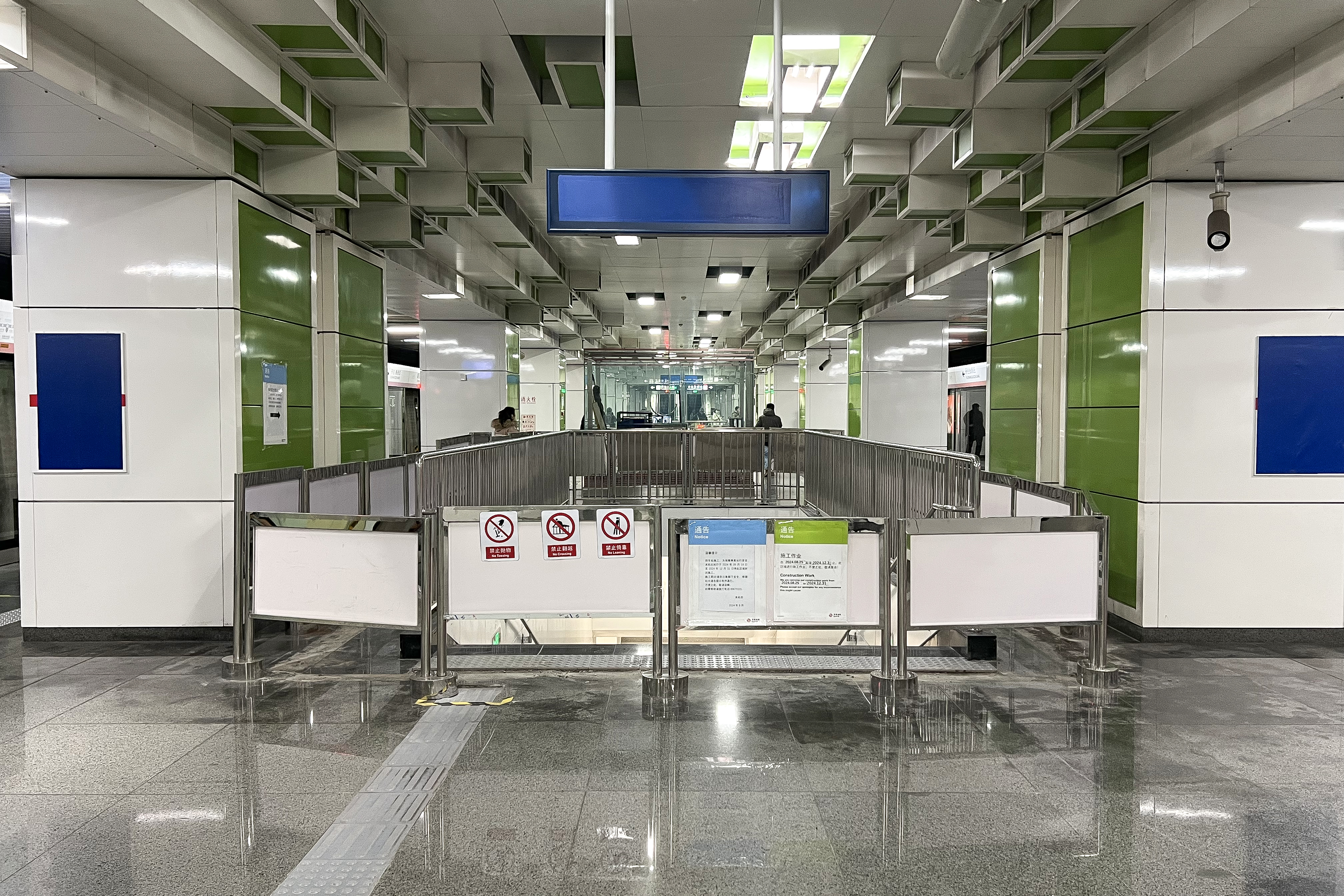
14号线站台中部尚未开放的换乘节点（2024年12月11日摄）